# Акко

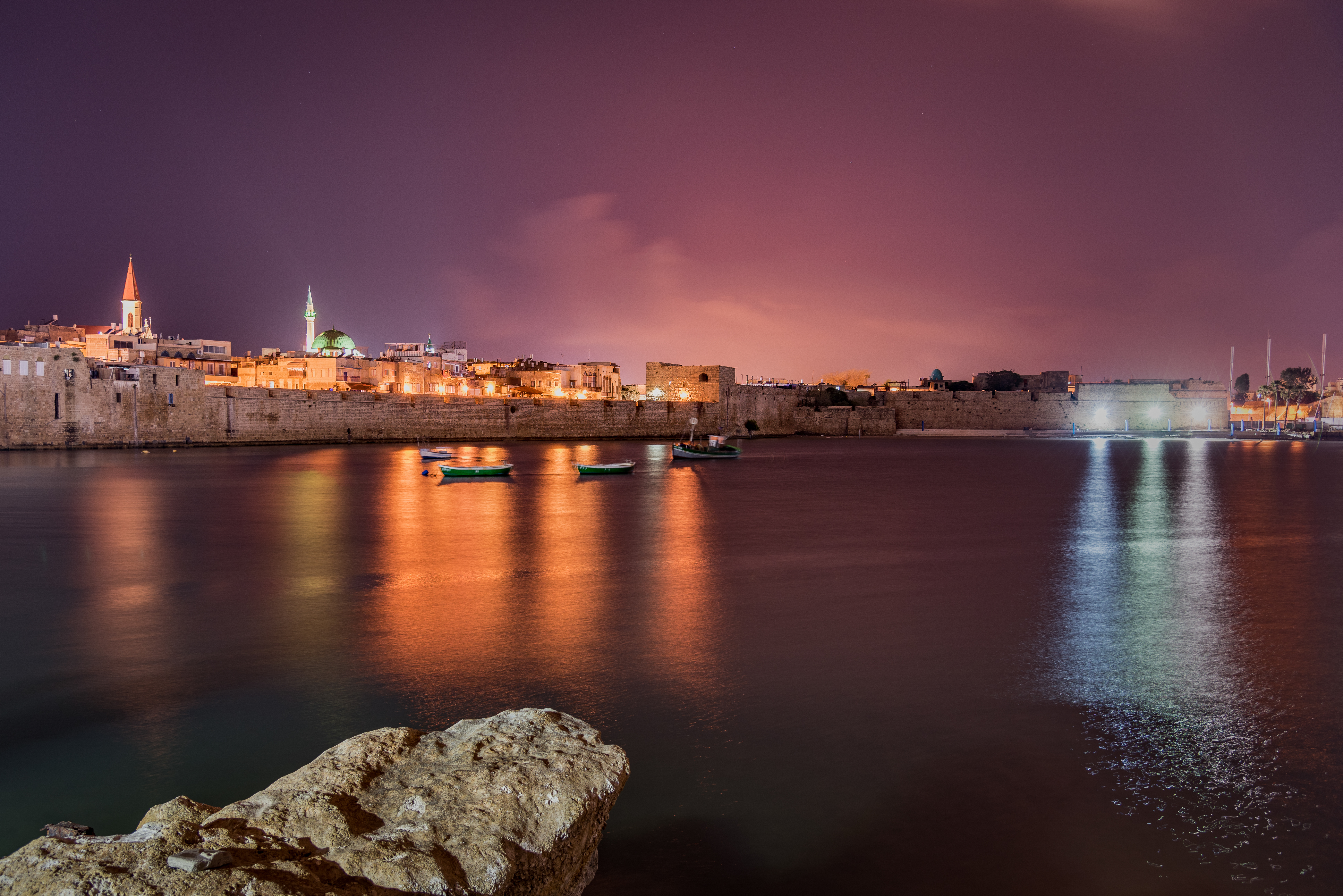
Акко ночью. Вид со стороны моря.

А́кко (ивр. עכו‎), А́кка (араб. عكا‎), А́кра, Сен-Жан-д’Акр (европейские языки: Acre, St. Jean d’Acre) — город в Западной Галилее (Израиль), расположенный примерно в 23 км севернее города Хайфа, на берегу Средиземного моря. Старый город внесён в 2001 году в список всемирного наследия ЮНЕСКО.

## Население
По данным Центрального статистического бюро Израиля, население на начало 2020 года составляло 49 380 человек.
Из них:
- 62,6 % — евреи
- 28,0 % — арабы-мусульмане
- 2,8 % — арабы-христиане
- 0,2 % — друзы
- 6,4 % — другие

## История

### Древняя история

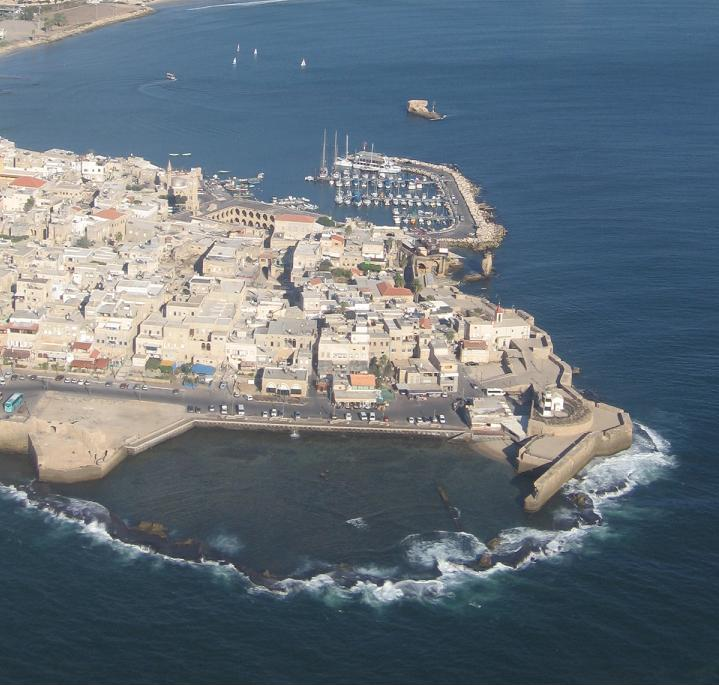
Вид на Старый Акко

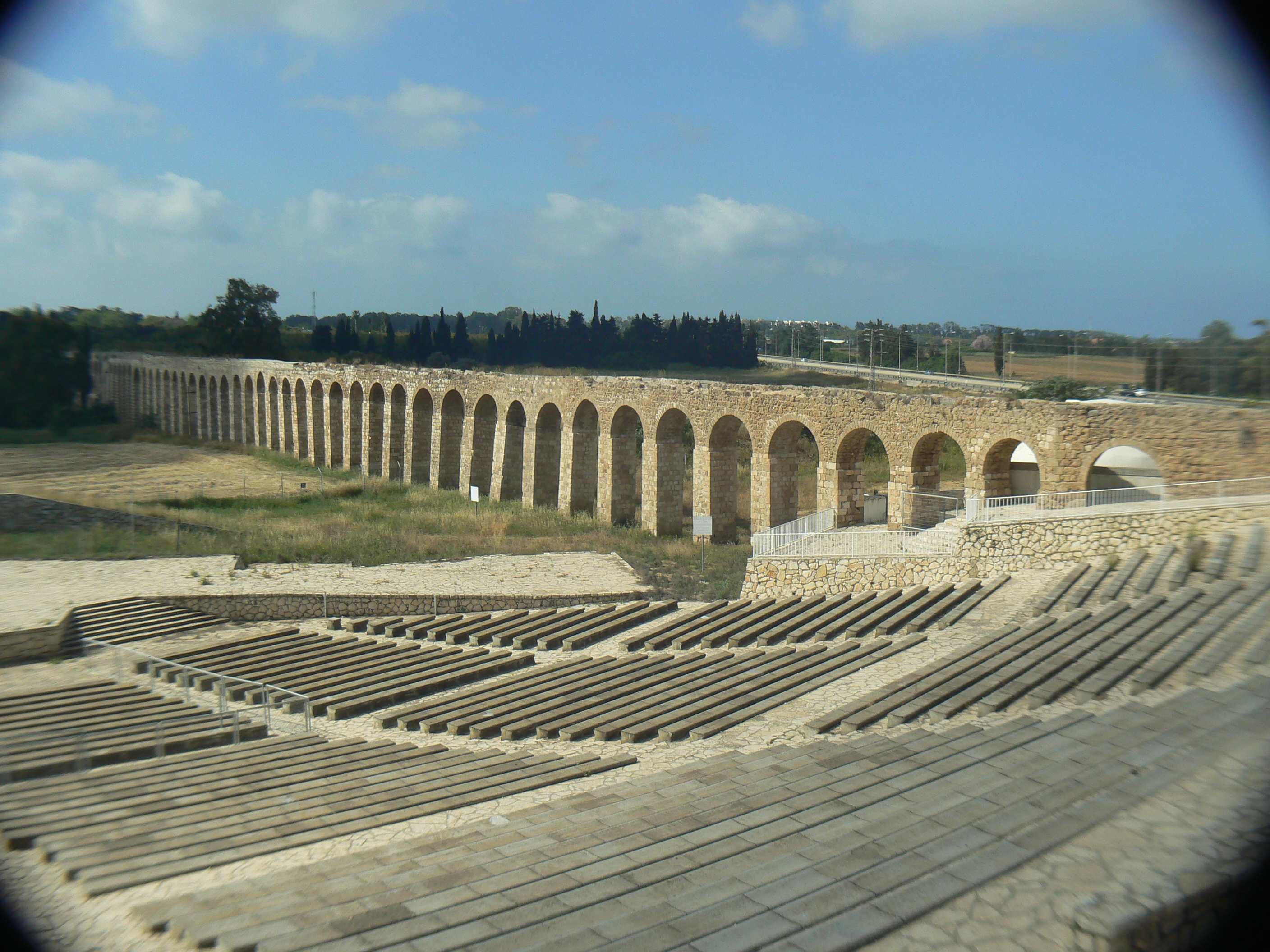
Акведук Акко

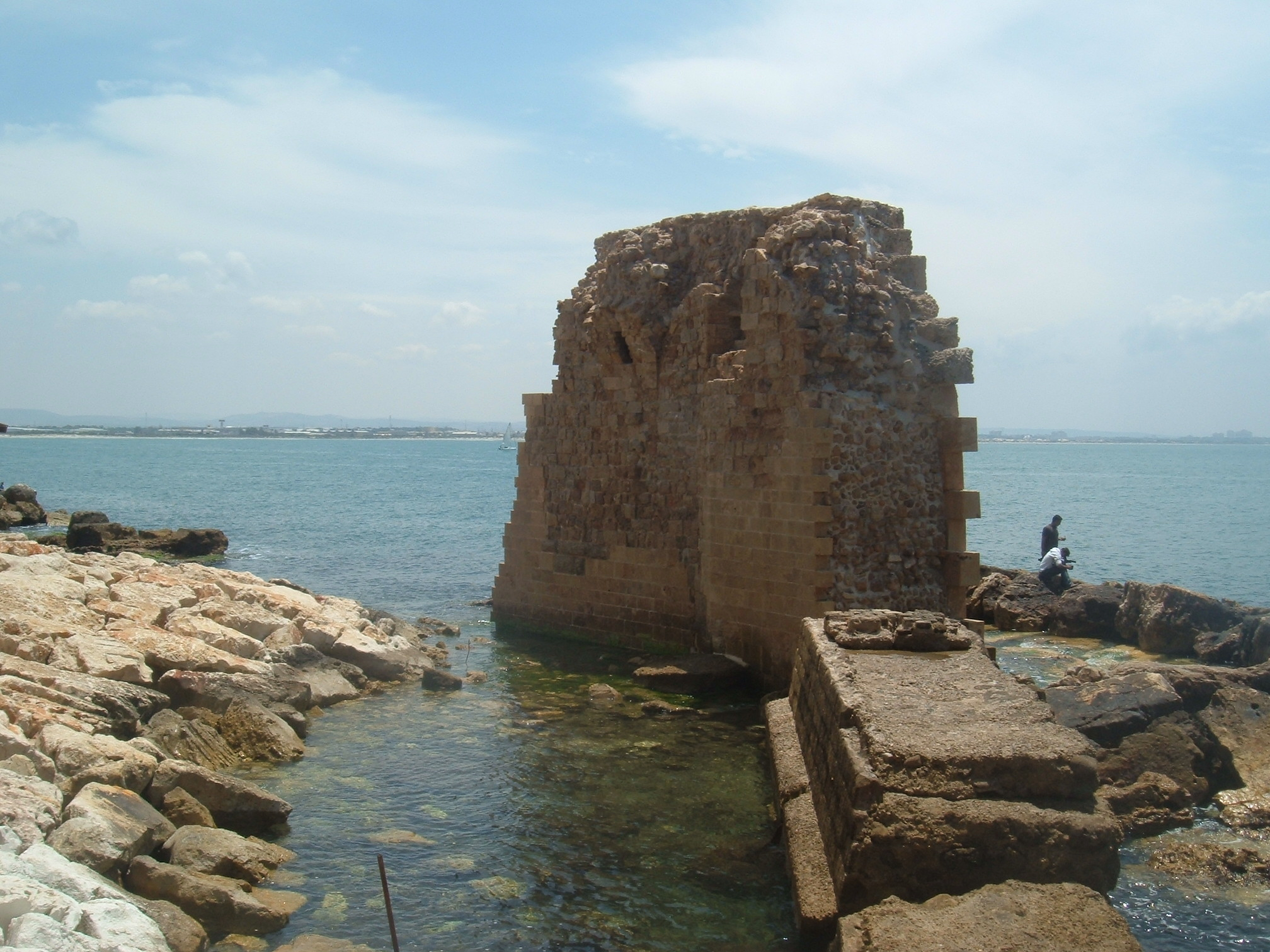
Руины древнего порта

Акко — один из древнейших в регионе городов, заселённость которых не прерывалась с момента основания.
По разным данным люди селились здесь ещё в позднем медном или раннем бронзовом веке: 6000 или 5500 лет назад — однако те поселения были непостоянными и неурбанизированными. Их материальные следы теряются 5000 лет назад примерно на тысячелетие, хотя можно найти косвенные свидетельства присутствия тут людей. На территории неподалёку от Акко найдены также останки поселений времён Ярмукской культуры (7000 — 8500 лет назад).
Около 2350 года до н. э. через долину Акко, вероятно, проходит армия фараона Пиопи I под руководством его полководца Уны. Автобиография последнего упоминает высадку с моря за «носом антилопы» — то есть, возможно, за горой Кармель — с целью усмирения восставших. Считается, однако, что собственно битва произошла в Изреельской долине.
Первым документом, в котором — возможно — непосредственно упоминается Акко, является Царский архив Эблы (ок. 2400—2250 годов до н. э.). Наравне с прибрежными Библосом, Сидоном, Дором, Ашдодом и Газой Акко оказался включён в торговый маршрут купца из Эблы. Однако, отсутствие находок, относящихся к данной эпохе, заставляет сомневаться в идентификации упомянутого в архиве города. Хотя гораздо более древние находки, как и сказано, существуют.
Около 2000 года до н. э. в долине Акко стали массово появляться города — к этому времени относятся и первые артефакты, свидетельствующие об Акко как о городе. Тогда он был расположен северо-восточнее современного города, в полутора-двух километрах от моря: его останки известны сейчас как Тель-Акко. Возможно, в те времена береговая линия выглядела иначе, и вода вплотную подступала к городу.

Акко был расположен на перекрёстке международных торговых путей и поэтому всегда являлся важным центром. Город был местом встреч множества разнообразных культур и стратегическим объектом для военных кампаний.
Среди всех городов на Сирийском побережье, от Антиохии и до Газы, нет ещё такого города, как Акко, чья летопись была бы так насыщена событиями, и нет другого такого города, чьё влияние на судьбу всей страны было бы настолько велико. (Лоренс Олифант, 1882)
Где-то к 1800 году до н. э. в долине было расположено порядка 25 городов, многие (и Акко среди них) окружённые стенами. Сложившаяся агломерация являлась первой по населению и второй по значимости (после Хацора) на территории современного Израиля. Найденные археологами многочисленные предметы импорта доказывают развитые торговые связи с Кипром, Египтом, Иорданией, Сирией, побережьем Ливана и Антальей. Среди находок — скарабей с именем фараона Сенусерта I (1971—1926 годы до н. э.).
Акко очевидно упоминается в египетских «текстах проклятий», датируемых временем не позже 1800—1725 годов до н. э. Эти тексты писались на глиняных изделиях, которые разбивали, чтобы проклятия начали действовать. Название Акко — как и многих других городов (в том числе, ещё трёх из долины Акко) — было начертано на глиняной фигурке пленника. Рядом было написано и имя проклинаемого царя Акко: Тир’ам.
Следующим упоминанием Акко является название «Аак», обнаруженное в выбитом на стене Карнакского храма Амона в Фивах списке городов, завоёванных во время первого военного похода Тутмоса III (примерно 1456 год до н. э., по другим сведениям 1468 год до н. э.). В письмах Амарны XIV века до н. э. (в районе 1400 года до н. э.) — найденных при раскопках в Эль-Амарне древнеегипетских клинописных архивах переписки ханаанских царей — также упоминается место, называемое Акка; равно как и в предшествующих по времени «текстах проклятий». В дальнейшем город перешёл под владычество хеттов и был заново отвоёван Сети I в XIII веке до н. э. вместе с другими южными финикийскими городами.
В книге Иисуса Навина, а также в других источниках город упоминался под именами «Ахшаф» и «Умма». В эпоху израильского царства был под властью финикийцев и был связан с Финикией культурно. В Танахе (книга Судей) упоминается под именем Акко в связи с расселением колена Асира, в надел которого вошёл Акко, но из которого он так и не смог изгнать местных ханаанейских жителей. «Асир не изгнал жителей Акко, и жителей Сидона, и Ахлава, и Ахзива, и Хелвы, и Афека, и Рехова.» (Суд. 1:31). Согласно Иосифу, называющему его Акрой, город управлялся одним из наместников провинций Соломона.
Около 725 года до н. э. Акко присоединился к Сидону и Тиру в восстании против Салманасара V. В 701 году до н. э. Акко был покорён ассирийским царём Синаххерибом. Население Акко восстало против его сына Асархаддона (Ашшурахиддина), который, однако, снова овладел Акко приблизительно в 650 году до н. э. В период персидского владычества Акко стал военно-морской базой, игравшей важную роль в войне против Египта. Страбон описывает город, как бывший одно время местом сбора для персов в их экспедициях против Египта.

### Греческий, иудейский и римский периоды

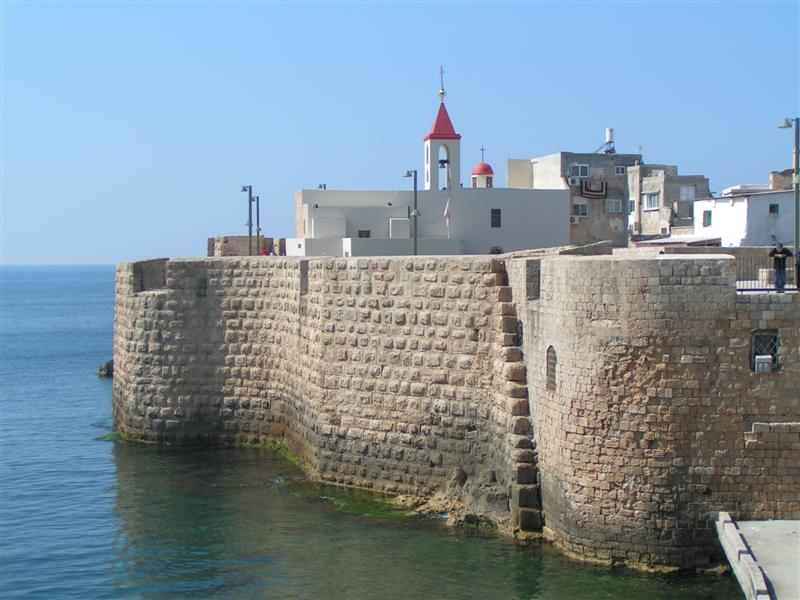
Стены Акко, вид с моря

После возвращения евреев из вавилонского пленения Акко не был ими завоёван и оставался под властью Тира.
Греческие историки называют город Аке, что переводится как «исцеление». Согласно греческому мифу, Геракл нашёл здесь целебные травы, исцелившие его раны. В 333 году до н. э. город был быстро завоёван Александром Македонским и превратился в греческую колонию. Вскоре после завоевания его название было изменено на Антиохия Птолемаида (на греческом Αντιόχεια Πτολεμαίς).
В 330 году до н. э. город переносится с Тель-Акко на берег моря. Акко стал самым важным портовым городом в стране и одним из крупнейших городов эллинистического мира. Город распространился на площади в 1000 дунамов.
После смерти Александра Великого и раздела царства городом завладели египетские Птолемеи, которые (вероятно, Птолемей Сотер) дали ему название Птолемаида. Под этим названием Акко упоминается в Библии, в неканонической Первой книге маккавейской (5:22) и в Новом завете — в книге Деяния святых апостолов, где речь идёт об описании миссионерского путешествия апостола Павла, который провёл день в Птолемаиде (Деяния 21:7).
Захваченный Антиохом Великим в 219 году до н. э. Акко вошёл в состав империи Селевкидов и был назван Антиохией. Находясь под властью Селевкидов, Акко неоднократно служил базой для военных действий против Иудеи. Около 165 года до н. э. Иуда Маккавей нанёс поражение Селевкидам в нескольких битвах в Галилее и преследовал их до Птолемаиды. Около 153 год до н. э. сын Антиоха Епифана Александр Балас, боровшийся за корону Селевкидов с Деметрием, захватил город, открывший ему свои ворота. Деметрий предлагал Маккавеям множество взяток с целью заручиться поддержкой евреев против своего соперника, — включая передачу доходов Птолемаиды в пользу Иерусалимского Храма, но всё напрасно. Ионатан Маккавей поставил на Александра, и в 150 году до н. э. был с великими почестями принят им в Птолемаиде. Несколькими годами позже, однако, Трифон — офицер Селевкидов, начавший подозревать Маккавеев — заманил Ионатана в Птолемаиду, где предательски пленил его.
После смерти Антиоха VII Сидета Акко переходил от одного эллинистического правителя к другому и стал фактически независимым городом. Во времена Хасмонейского государства Акко был осаждён войсками Александра Янная. В тот момент Акко имел статус свободного греческого города, во главе с городским государственным советом (Буле). Буле Акко обратилось за помощью к Птолемею Латуру. Птолемей прибыл на помощь к осаждённому Акко с тридцатитысячной армией и высадился в районе современной Хайфы. Под давлением этого Александру Яннаю пришлось снять осаду с Акко, хотя он и продвинулся до самых подступов к городу.
При Помпее в 52—54 годах до н. э. он был присоединён к Римской республике. В 48—47 годах до н. э. в Акко высадился Юлий Цезарь. Город завоёвывали Клеопатра VII Египетская и Тигран II Армянский. В 39 году до н. э. Ирод I использовал Акко как опорный пункт в своих военных действиях против Матитьягу Антигона II. Он построил здесь гимнасий; значение гавани Акко уменьшилось после того, как Ирод I построил порт в Кесарии. Когда началась Первая иудейская война, в Акко началось восстание евреев, а в 67 году н. э. из Акко Веспасиан предпринял поход против восставшей Галилеи.
В городе была основана римская колония Клаудии Кесарис. В римский период Акко значительно перерос границы Старого города. В течение этого периода евреи продолжали жить в городе, но никогда не составляли в нём большинства. Называли евреи город по-прежнему Акко. После окончательного разделения Римской империи в 395 году н. э., Акко попал под управление Восточной Римской (позже Византийской) Империи.

### Ранний исламский период
Вслед за поражением, нанесённым византийской армии Ираклия мусульманской армией Халида ибн аль-Валида в битве при Ярмуке и капитуляцией христианского Иерусалима перед калифом Омаром, Акко, начиная с 638 г., перешёл под власть Праведного халифата. Согласно раннемусульманскому историку аль-Белазури, фактическое завоевание Акко возглавлялось Шархабилом ибн Хасаной и, скорее всего, город сдался без сопротивления. Арабское завоевание принесло Акко возрождение, и город служил главным портом Палестины в период Омейядского и последовавшего за ним Аббасидского халифатов, а также на протяжении правления крестоносцев вплоть до XIII века.
Первый омейядский халиф Муавия (годы правления 661—680) считал прибрежные города Леванта стратегически значимыми. Поэтому он усилил укрепления Акко и переселил из других частей мусульманской Сирии персов, чтобы населить ими город. Из Акко, ставшего — наряду с Тиром — одной из важнейших верфей региона, Муавия выступил в атаку против подвластного Византии Кипра. В 669 году византийцы напали на прибрежные города, побудив Муавию собрать кораблестроителей и плотников и отправить их в Акко. Город продолжал служить основной военно-морской базой «военного округа Иордана» вплоть до периода правления халифа Хишама ибн Абд аль-Малика (723—743), перенёсшего большую часть верфей на север, в Тир. Тем не менее Акко оставался значимым в военном смысле на протяжении периода ранних Аббасидов; в 861 году халиф Аль-Мутаваккиль издал указ превратить Акко в крупную военно-морскую базу, оснастив город военными кораблями и боевыми частями.
В течение X века Акко по-прежнему был частью военного округа Иордана. Местный арабский географ аль-Мукаддаси посетил Акко в 985 году, в период эры ранних Фатимидов, и описал его, как укреплённый прибрежный город с большой мечетью, в котором имеется значительная оливковая роща. Укрепления были построены ранее автономным эмиром Ибн Тулуном Египетским, который аннексировал город в 870-х годах, и обеспечивали относительную безопасность торговым судам, прибывавшим в городской порт. Когда в 1047 году город посетил персидский путешественник Насир Хосров, он отметил, что большая Пятничная мечеть была построена из мрамора, располагалась в центре города, а сразу к югу от неё находилась «могила Пророка Салиха». Хосров предоставил описание размеров города, которое можно примерно приравнять к 1.24 км в длину и 300 м в ширину. Эти цифры указывают на то, что Акко того времени был больше нынешней площади его Старого города, большая часть которого была построена между XVIII и XIX веками.

### Времена христианского правления
Настоящую известность Акко принесла эпоха крестовых походов.
В 1104 году после Первого крестового похода город был завоёван Балдуином I. В 1187 году Саладин взял город почти без боя, но уже в 1191 году во время 3-го крестового похода после двухлетней осады Акко был отвоёван войсками крестоносцев под командованием французского короля Филиппа Августа и английского короля Ричарда Львиное Сердце.

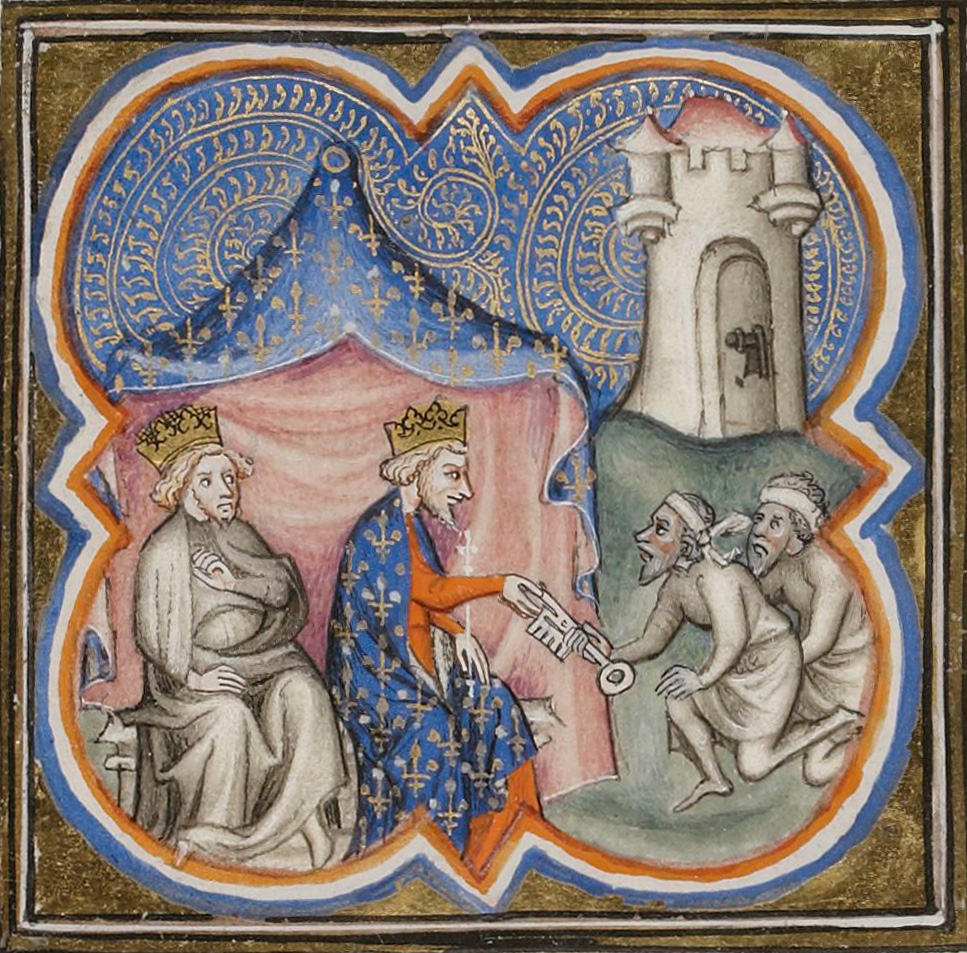
Ричард Львиное Сердце и Филипп II Август получают ключи от города Акко

Город стал столицей Иерусалимского королевства крестоносцев в Палестине и был окружён мощными оборонительными сооружениями. Город получил новое название — Сен-Жан д’Акр.
Военные рыцарские ордена госпитальеров, тамплиеров, а позднее и Тевтонский орден обрели в Акко собственные кварталы. Они строили здесь жилые дома, склады, больницы, церкви и административные здания. В разных концах города выросло более 40 церквей и 23 монастыря. Ни один город крестоносцев не дошёл до наших дней в таком сохранном состоянии, как Акко.
В 1260 году в Акко переезжает парижская иешива рабби Иехиэля из Парижа вместе с 300 учениками. Иешива обосновывается в Акко, что сделало город одним из важных центров еврейской учёности.
Госпитальеры, тамплиеры, Тевтонский орден, купцы Генуи, Венеции и Пизы, проживавшие в городе-крепости, постоянно спорили за сферы влияния. В 1256 году между венецианцами и генуэзцами вспыхнул вооружённый конфликт, известный как Война святого Саввы, в который позднее были втянуты и рыцари обоих орденов.
В 1291 году раздираемый междоусобицами город крестоносцев прекратил своё существование после его штурма войсками мамлюков под предводительством султана аль-Ашраф Халиля; мамлюки разрушили Акко и вырезали большую часть его христианского и еврейского населения. При осаде города были разрушены церковь и монастырь, погибли 14 аббатов и более 60 послушников.

### Турецкое правление

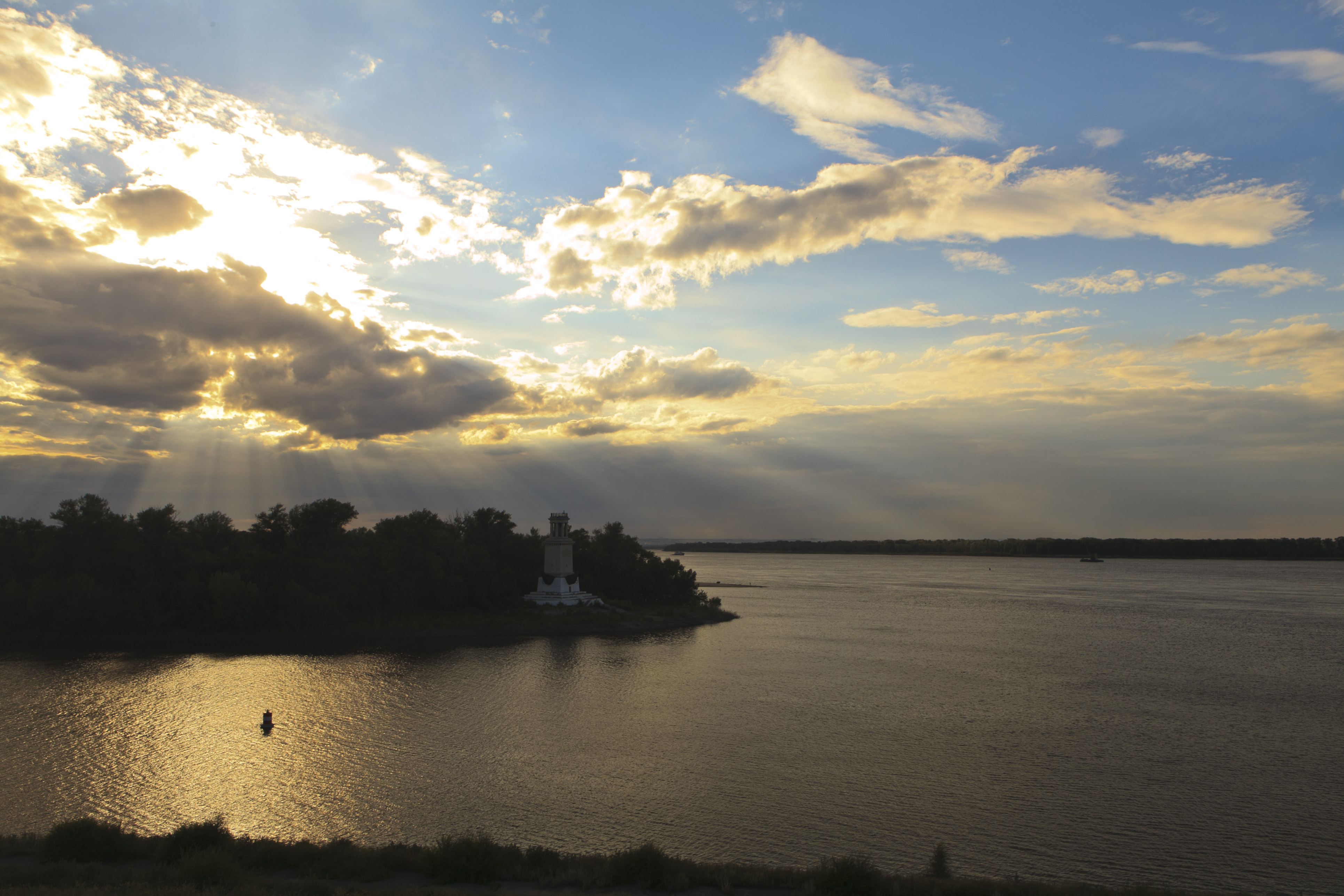
Маяк

В течение долгих лет Акко представлял собой небольшую рыбацкую деревню. В 1517 году его завоевали турки-османы под командованием Селима I. В конце XVI и начале XVII века городом управлял друз Фахр-ад-дин, начавший отстраивать город заново.
В 1721 году правителем Галилеи стал Захир аль-Умар аз-Зейдани. Понимая стратегическое расположение города, он сделал его своей столицей и начал заново отстраивать. В первую очередь он перестроил стены, размер которых был уменьшен по сравнению с периодом крестоносцев, во-вторых он пригласил евреев, мусульман и французов заново осесть в городе и создал для них соответствующие условия. В 1752 году построил крепость.
В 1775 году к власти в городе пришёл боснийский офицер Ахмед, прозванный Аль-Джаззаром (на арабском языке «джаззар» — мясник) за своё отношение к противникам. Аль-Джаззар продолжил реставрацию города, построил новые мечети на месте церквей, турецкую баню, укрепил стены, построил свой дворец, базар. В 1799 году благодаря своему еврейскому советнику Хаиму Фархи и английскому адмиралу Сиднею Смиту смог противостоять осаде города, предпринятой генералом Бонапартом во главе 13-тысячной армии. Тому в конце концов пришлось вернуться в Египет и оставить планы продвижения в Индию.

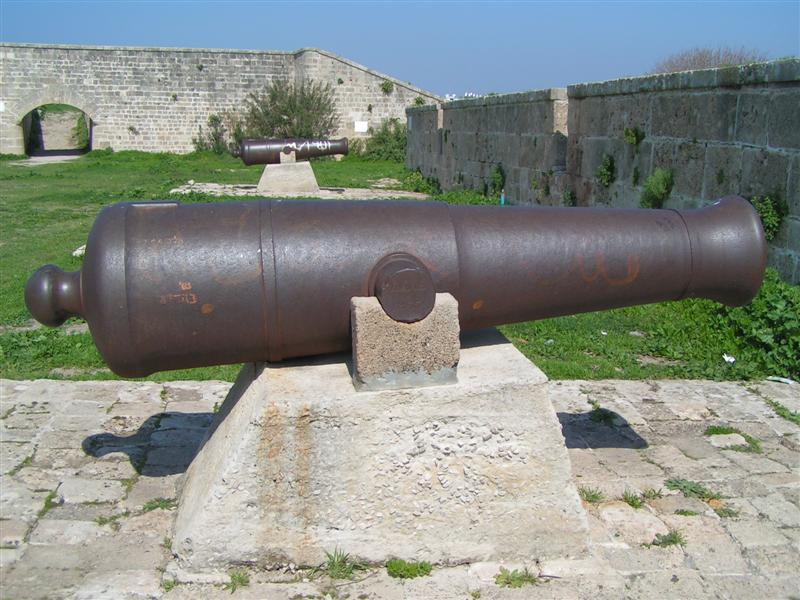
Пушки со времён турок

Аль-Джаззару наследовал его сын Сулейман, а ему его брат Абдалла. Боясь слишком большого влияния Хаима Фархи, Абдалла решил с ним расправиться и казнил его в 1810 году. Братья Фархи пытались наказать неблагодарного правителя, но Абдалла смог удержаться за стенами города, который братья так и не смогли взять.
В 1831 году Акко был завоёван египетской армией Ибрагима-паши, сына Мухаммеда Али. 4 ноября 1840 года после обстрела города британо-франко-австрийской флотилией он был возвращён Османской империи.
В 1868 году к пожизненному заключению в городе Акко был приговорён Бахаулла (Хусейн-Али-и-Нури) — основатель религии бахаи.
После сооружения железных дорог Дамаск — Бейрут в 1896 году и Хайфа — Дамаск в 1906 году Акко утратил былое стратегическое значение из-за бурного развития Хайфы — крупнейшего города и порта Галилеи.

### Британский мандат

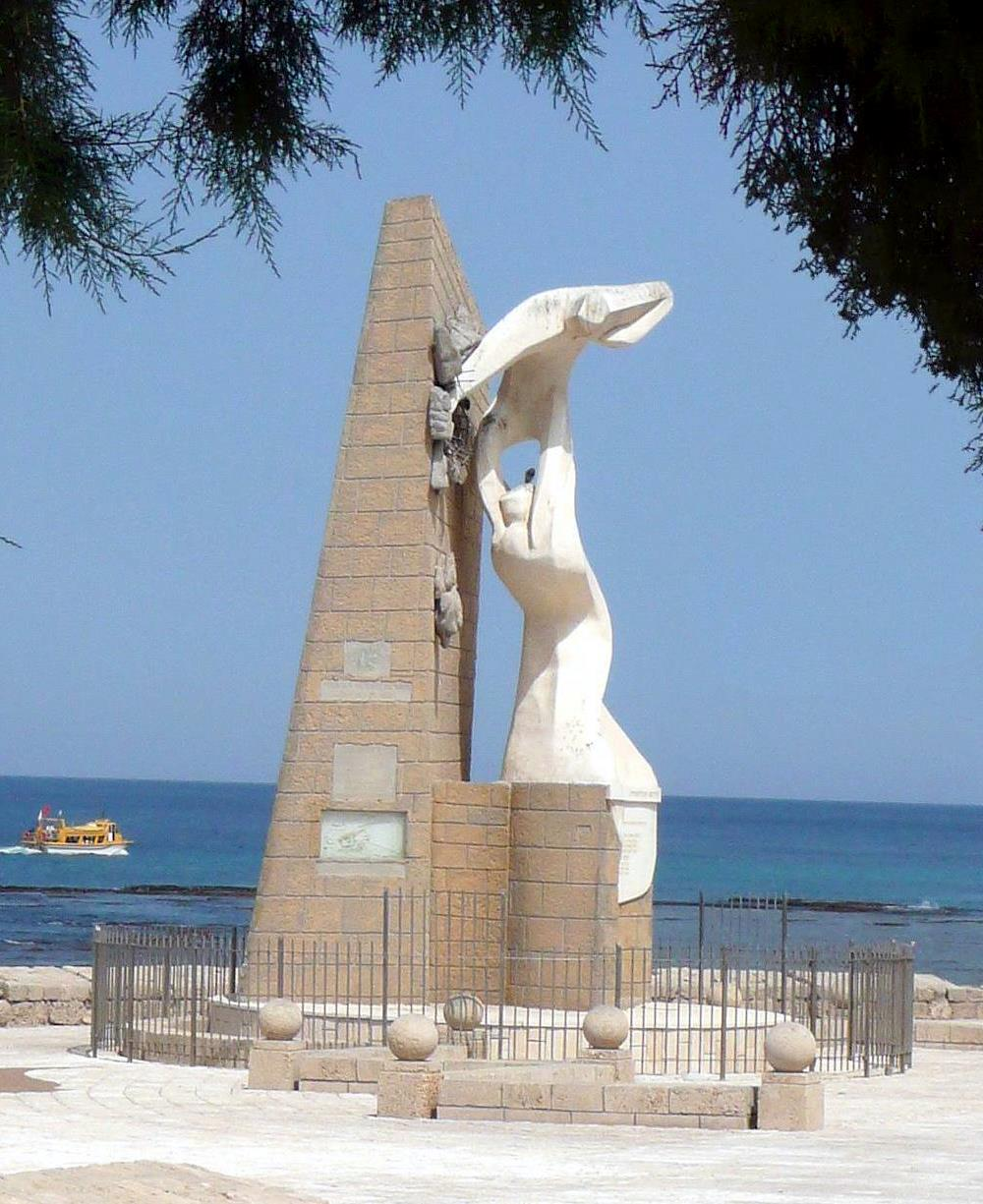
Памятник узникам подполья

В 1918 году английские войска генерала Алленби воевали против турок и вскоре заняли город. В дальнейшем британцы управляли городом в рамках мандата на Палестину. Город был превращён в административный центр северного округа. Англичане устроили в турецкой крепости тюрьму, где держали еврейских политзаключённых, в том числе Владимира Жаботинского в 1920 году.
В 1947 году объединённые силы Эцеля и Лехи напали на тюрьму и освободили 27 заключённых. 9 человек погибло, 5 попали в плен к англичанам. По плану раздела Палестины Акко должен был отойти к арабскому государству, однако 14 мая 1948 года в период арабо-израильской войны Акко заняла израильская армия, и приблизительно 8 из 12 тысяч живших там арабов бежали в соседние арабские страны.

### Современность
Вскоре после войны Акко начинает стремительно развиваться за стенами. В городе поселяются многие репатрианты. В середине 1960-х годов евреи покидают старый город из-за тяжёлых условий жизни там и переселяются в новый. Старый город вскоре превращается в центр туризма.
Сегодня Акко является административным центром Западной Галилеи, в нём действуют филиалы и отделения министерств, общественных учреждений и суда.
Среднемесячная заработная плата в городе в течение 2019 года составила 6846 шекелей (в среднем по стране: 9745 шекелей).

## Раскопки
Раскопки в городе Акко начались практически сразу после создания государства Израиль и продолжаются по сей день. Во время раскопок с 1954 по 1963 год был обнаружен целый ряд разнофункциональных помещений, идентифицированных как крепость-монастырь — приют Святого Иоанна, получивший название «Рыцарских залов». Во время раскопок рефекториума был обнаружен подземный туннель, который ведёт из крепости на севере к морскому порту на юге.
Министерство туризма Израиля инвестирует миллионы долларов в реставрацию старых кварталов в Акко. На протяжении многих лет реализуется программа превращения Акко в международный центр исторического туризма.

## Достопримечательности

### Стены Акко
Система стен Акко строилась в три этапа между 1750—1840 годами. Первая стена была построена в 1750—1751 годах. Это была тонкая стена (в метр шириной) высотой 10-13 метров. Стена окружала весь Акко с суши и со стороны моря, но при этом она не защищала от подкопа и лестниц. В стене было двое ворот: с северо-западной и с юго-восточной сторон. 

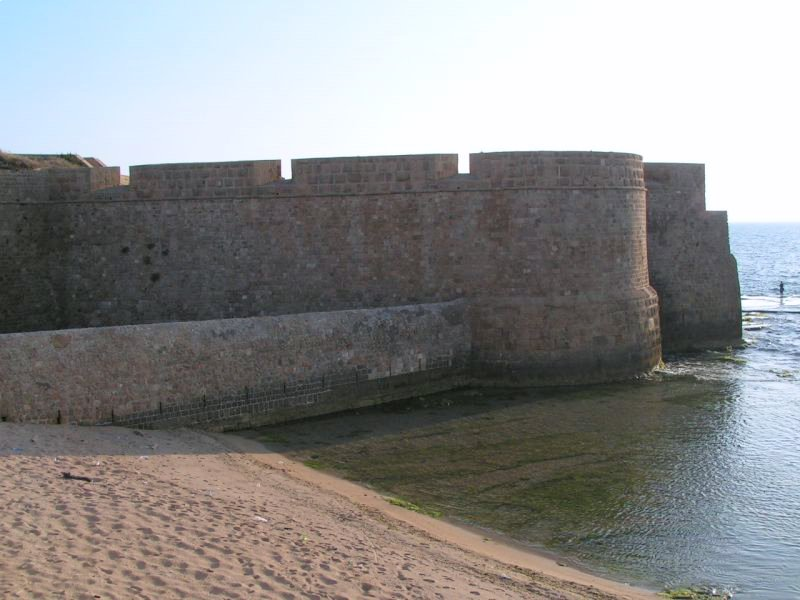
Часть стены и угловая башня Акко

 Постройка новых стен производилась во времена Аль-Джаззара. В это время были построены новые стены и укреплены старые. Кроме того, между старыми и новыми стенами был прорыт канал. Город выдержал осаду Наполеона, но и после этого Аль-Джаззар продолжал укреплять старые и строить новые стены. Постройка закончилась в 1801 году. В основном это и есть сегодняшние стены Акко. Было построено 9 новых башен. Был прорыт глубокий и очень широкий ров, заполненный водой. На всех стенах и башнях были установлены новые пушки, которые полностью простреливали все подходы к Акко со стороны моря и суши. Доступ к стенам был разрешён только военным или гражданским по специальным пропускам. После смерти Аль-Джаззара в 1804 году Сулейман-паша приступил к усилению северной и западной стен (со стороны суши). Он построил стены против лестниц и устроил в них маленькие бойницы, как делают в крепостях, и приступил к постройке наружного рва. Сулейман-паша построил также стены со стороны моря, используя для постройки громадные блоки из построек крестоносцев. В 1840 году во время взрыва склада оружия пострадала большая часть внутренней и наружной стены со стороны моря. Во время турецкого владычества многие стены были разрушены. Разрушение стен Акко продолжалось около 10 лет. В 1910 году было пробито два больших прохода в северной стене для удобного прохода в город, а также началось строительство нового Акко за стенами старого города.

### Крепость — Монастырь Госпитальеров Святого Иоанна (Рыцарские залы)
Крепость (Монастырь Госпитальеров) построена в форме четырёх крыльев, окружающих открытый внутренний двор. Северное крыло было построено вдоль северной стены города, делая крепость неотъемлемой частью защиты стен города и главных ворот на север. Это крыло составлено из девяти длинных и узких залов: залы 1—6 служили складскими помещениями, залы 7 и 8 выполняли функцию большого бассейна, в который стекала дождевая вода с крыш крепости, и зал 9 служил проходом к центральному внутреннему двору с севера. В восточном крыле был построен просторный зал с крестообразным сводчатым потолком размером 35 : 40 метров, который служил залом для конференций и церемоний. В южном крыле был обнаружен элегантный зал (рефекториум) с крестообразным сводчатым потолком, поддерживаемым тремя круглыми колоннами особенно большого диаметра. Зал изящен, с художественным оформлением в основаниях колонок, поддерживающих потолок. Западное крыло состоит из двух этажей и использовалось как общежитие для воинов. Западное крыло общежития и южное крыло столовой были построены в изящном готическом стиле, в отличие от остающихся крыльев и, кажется, были построены позднее.

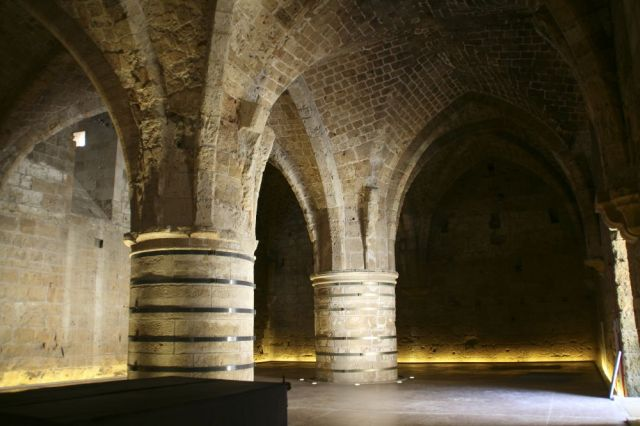
Рефекторий (столовая зала)

#### Столовая зала
Рефекторий (трапезная) находится на самом нижнем уровне крепости и поэтому по ошибке был назван криптой, служил столовой залой крепости. Входные ворота (их четыре) с трёх сторон показывают центральность этого зала. Это единственное строение в мире такого типа, где сочетается переход между грузным романским стилем и утонченным готическим. Это первый зал, который был найден при раскопках в 1954—1963 годов. Во время турецкого правления над подземными рыцарскими залами была построена крепость. Подземные залы были засыпаны камнем и песком для устойчивости построенной крепости. Годы постройки рефекториума предположительно 1147—1160.

#### Подземныйтуннель
Во время работ по расчистке рефектория обнаружился подземный туннель. При обнаружении туннеля он был заполнен мусором на две трети высоты. Туннель был построен ещё во времена персов и по всей видимости использовался как канализация. Крестоносцы, обнаружив туннель, увеличили его высоту и длину, и превратили его в важный стратегический объект. Также ими было построено ответвление длиной 60 метров, которое в конце опять соединяется с туннелем, построенным персами. От входа в туннель идут два ответвления: низкий туннель персов и высокий, построенный крестоносцами. После соединения продолжается низкий туннель персов. Туннель использовался крестоносцами во время постройки рефектория. Вход в туннель во времена крестоносцев был снаружи возле южной стены рефектория на улице, через прямоугольный колодец. Этот колодец, заполненный камнями, также был обнаружен археологами во время раскопок на той же улице. В древности это уникальное сооружение служило важным подземным переходом. Туннель соединяет северную стену и морской порт на юге.

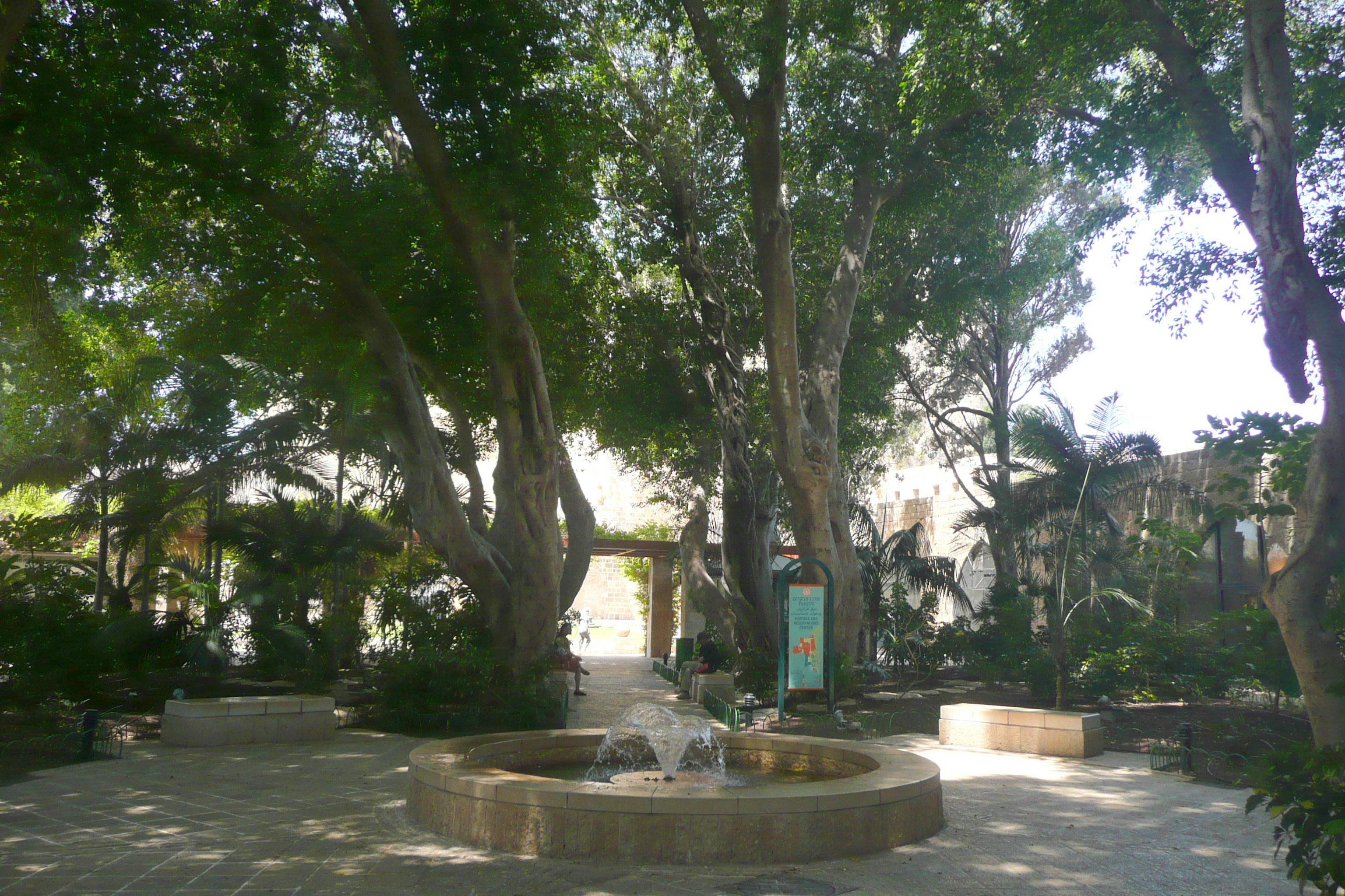
Волшебный сад

### «Волшебный сад»
В период крестоносцев сад был расположен в северной части города, прилегающей к стене. К востоку от сада стоял королевский дворец крестоносцев в Акко, и на западе военная крепость — монастырь госпитальеров — ордена Святого Иоанна. Во время оттоманского периода на остатках монастыря госпитальеров была построена крепость, и сад стал частью садов частного дворца паши. В 1799 году в саду вёлся бой между солдатами Наполеона и защитниками города.

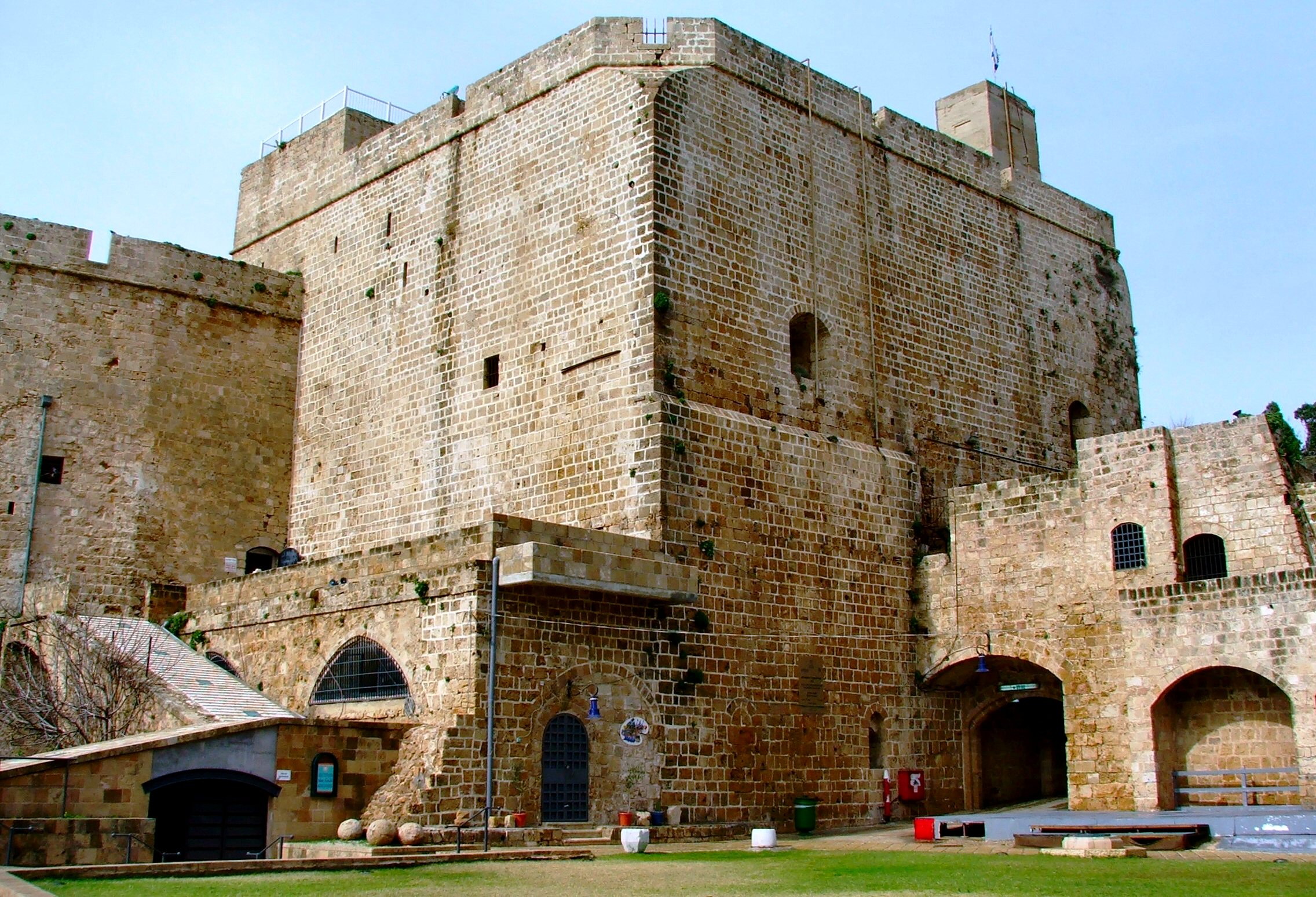
Крепость

### Крепость
Крепость находится в северной части старого Акко. Она была построена правителем Акко Дахар эль-Омаром в 1750 году на руинах крепости — монастыря Госпитальеров. Высота — 40 метров. Оно включает в основном постройки оттоманского периода. Крепость служила дворцом для правителей Акко, а также в ней находились склады оружия и казармы. Впоследствии здесь располагалась тюрьма, в которой были заключены Бахаулла (Хусейн-Али-и-Нури) — основатель религии бахаи и Зеев Жаботинский — писатель, поэт и создатель еврейского легиона, который в составе британской армии воевал в Первую мировую войну. Сегодня здесь располагается городской музей узников подполья.

### МечетьАль-Джаззар
Мечеть Аль-Джаззар, также называемая «Белой мечетью» по цвету, который виден издалека, — одна из самых крупных и красивых мечетей в Израиле.

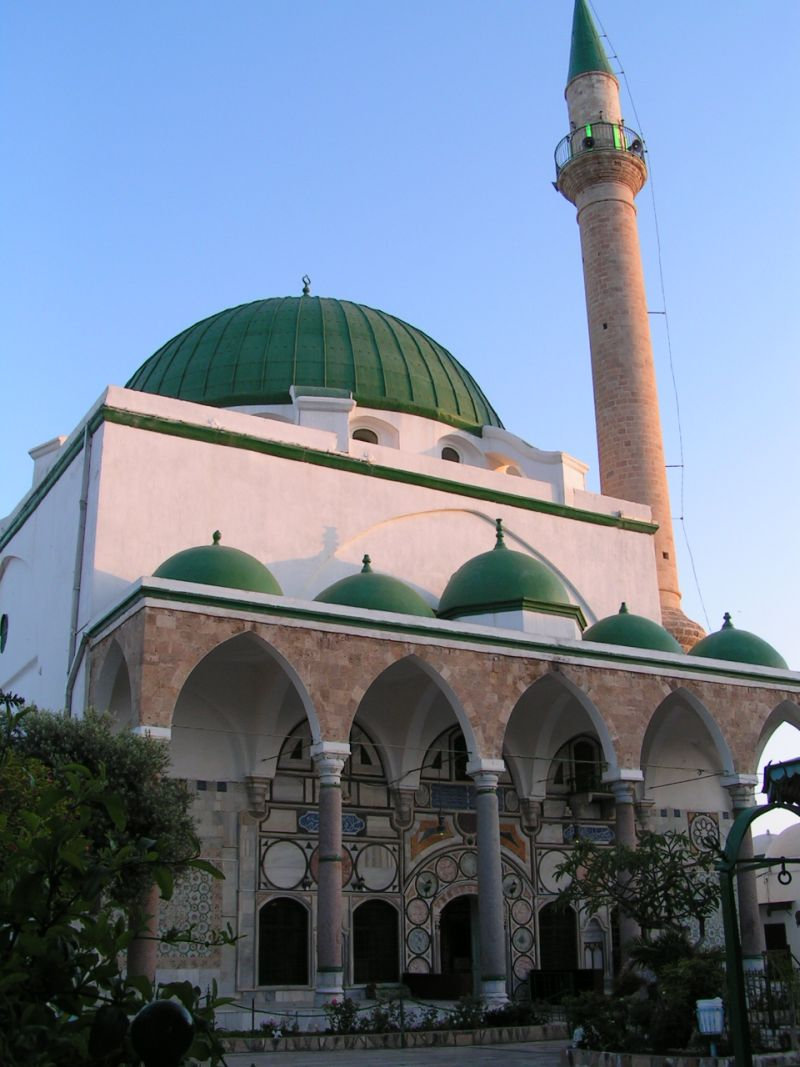
Центральный вход
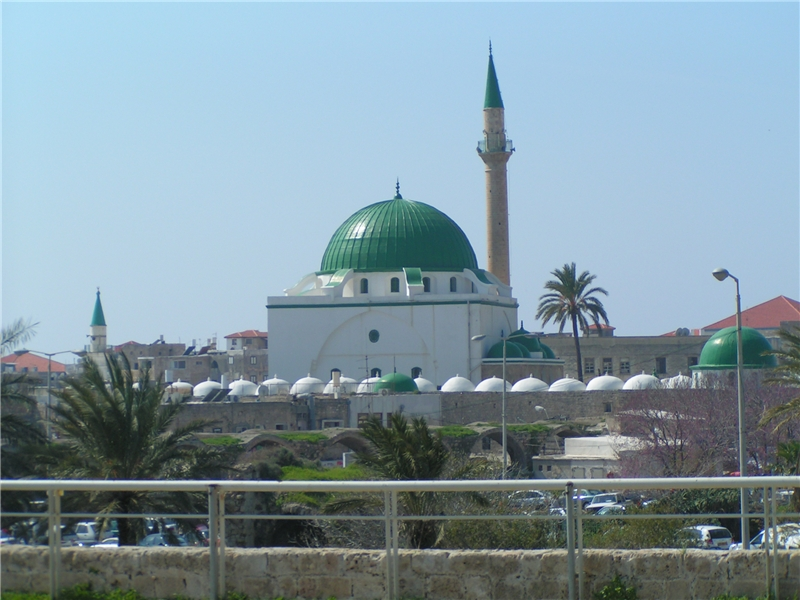
Вид со стен Акко
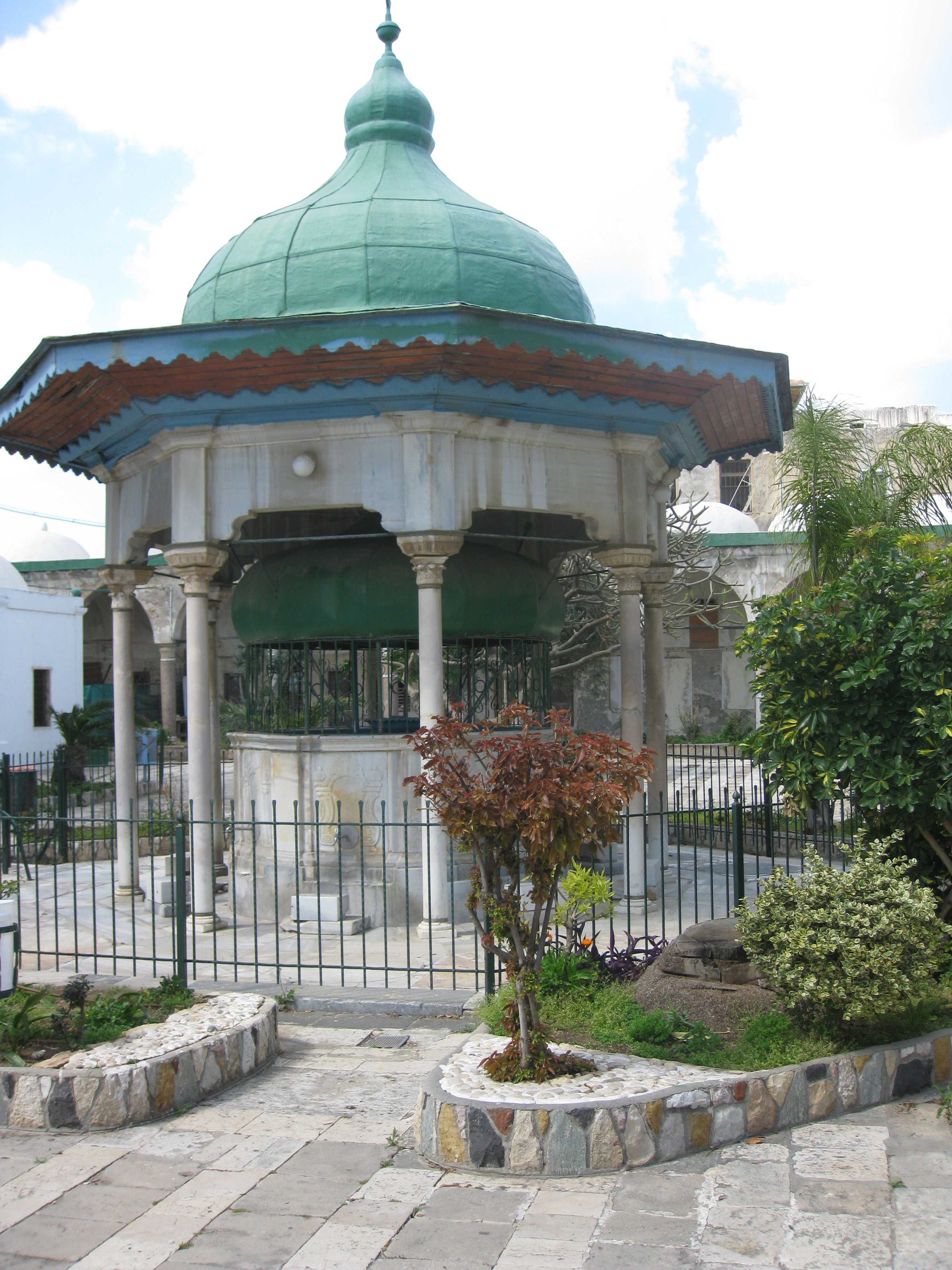
Внутренний двор — колодец

По значимости она уступает только мечети аль-Акса и Куббат ас-Сахра на Храмовой горе в Иерусалиме. До 1967 года здесь был самый крупный и важный мусульманский центр. Мечеть была построена в 1745 году на остатках тамплиерской церкви по указу Аль-Джаззара, где он и был похоронен в 1804 году. Великолепная мечеть должна была показать силу власти Аль-Джаззара и его столицы — Акко. Мечеть была построена по подобию крупнейших мечетей Стамбула. Для постройки мечети были приглашены специалисты из Греции и Кипра. Гранит для столбов был привезён из Кейсарии морем. Вокруг мечети — двор, окружённый с трёх сторон стенами, в которых расположено 45 маленьких комнат. Раньше в этих комнатах проживали ученики, изучающие Коран. Во дворе находятся колодец со свежей водой и солнечные часы из белого мрамора. Надпись гласит, что они построены в 1201 году Хиджры и подарены самим Аль-Джаззаром. В мечети хранятся три волоса из бороды пророка Мухаммеда, что делает её особенно святой для правоверных мусульман. Существует легенда, что когда-то на этом месте находились поля и пастбища первого человека.

### Постоялые дворы — «Ханы»
В Акко на сегодняшний день сохранились здания четырёх постоялых дворов:

#### Хан Аль-Умдан

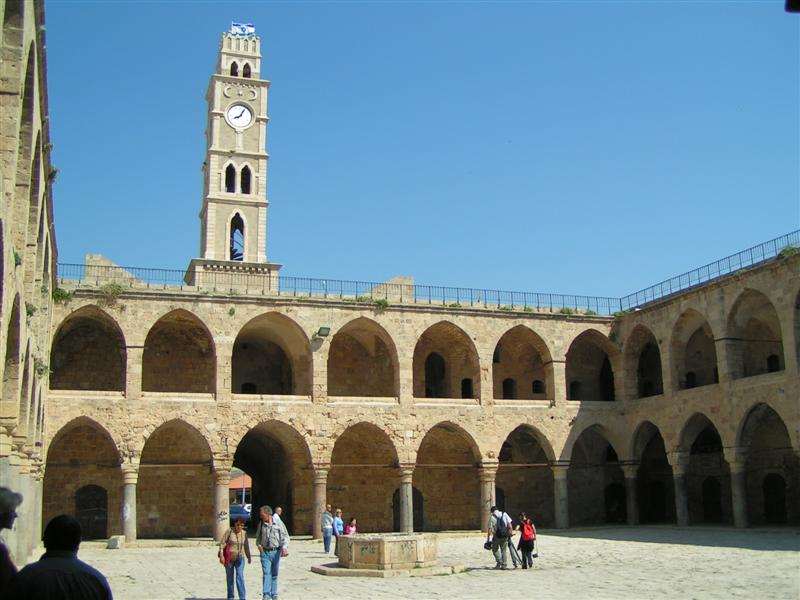
Постоялый двор (Хан Аль-Умдан)

Построен по приказу Аль-Джаззара в 1784 году. Хан Аль-Умдан состоит из двух этажей. Внутри расположен большой двор с колодцем посередине. Верхний этаж предназначался для проживания, а нижний использовался под складские помещения. Вдоль первого этажа располагаются арки с 32 колоннами. Ввиду большого количества колонн хан и получил своё название. В 1906 году над главным входом в хан была построена красивая башня с часами. Подобные башни с часами были построены также в Яффе и в Иерусалиме.

#### Хан Аль-Фаранджи
Был построен французскими купцами на месте центральной площади венецианского квартала. Это самый древний хан, сохранившийся до наших дней. Он назван именем французских купцов, которые его построили и в нём жили. Сегодня в северо-восточной части хана расположена церковь и школа францисканцев.

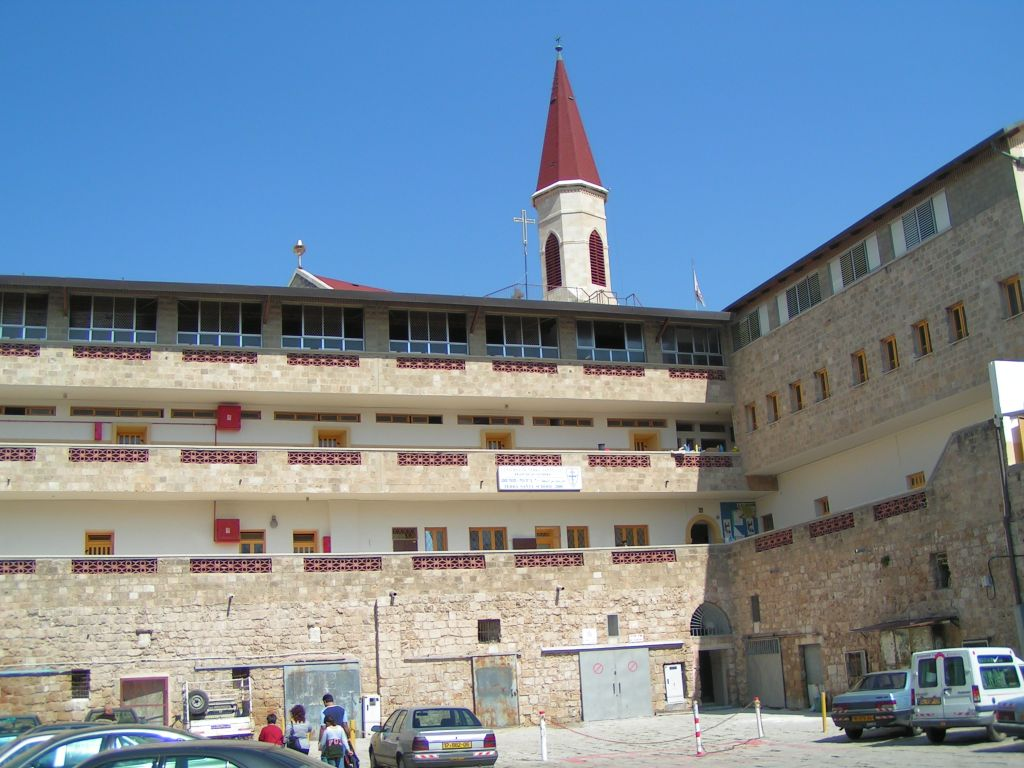
Постоялый двор (Хан Аль-Фаранджи)

#### Хан А-Шуарда
Не так давно хан был отреставрирован. Сегодня в нём находятся несколько ресторанов и кафе. Когда-то в нём была расположена единственная в Акко мастерская по производству и ремонту лодок традиционным способом, но после реставрации хана мастерская закрылась. В юго-восточной стороне хана расположена башня крестоносцев, единственная, которая почти полностью сохранилась в первозданном виде.

#### Хан А-Шуна
Хан уже многие десятилетия находится в разрушенном и заброшенном состоянии. Он состоит из прямоугольного двора 20 на 40 метров. Вокруг двора располагались склады, комнаты для проживания. Было несколько помещений, которые использовались под торговые лавки и выходили на наружную сторону хана. Жилые помещения с северной и западной сторон состояли из двух комнат, а с восточной только из одной. Большая часть хана была разрушена ещё во времена Аль-Джаззара.

### Туннель Тамплиеров

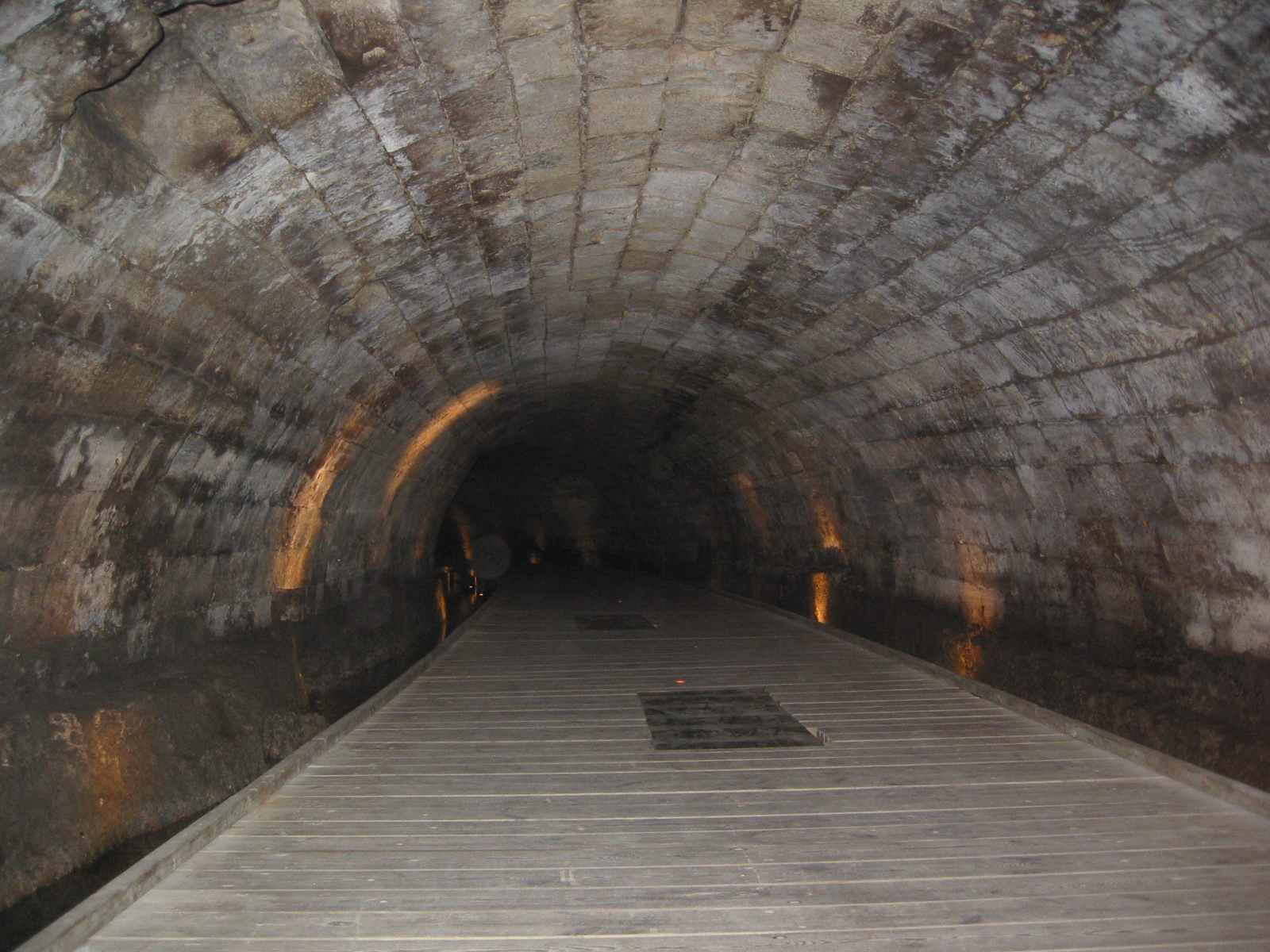
Подземный туннель Тамплиеров

В конце XII века членами Ордена Тамплиеров был построен жилой квартал в Юго-Западной части города. На берегу моря была построена крепость Тамплиеров, которая на сегодняшний день не сохранилась. Туннель соединял крепость Тамплиеров на западе с морским портом на востоке, проходя под Пизанским кварталом и представлял особо важный стратегический объект. Общая протяжённость туннеля составляет 350 метров. Нижняя часть туннеля выдолблена в скале, а верхняя часть построена из обтёсанных камней со сводом полукруглой формы. Туннель был обнаружен во время ремонта канализации в 1994 году и открыт для посещений в 1999 году.

### Базары
Вследствие того, что Акко находился на перекрёстке торговых путей, а также был одним из главных морских портов того периода, он являлся очень важным международным торговым центром тех времён, особенно во времена крестоносцев. В Акко было построено несколько базаров, один из которых был в порту, специально для купцов из-за моря. Во времена турецкого правления были открыты новые рынки, из которых известны турецкий базар, построенный по приказу Аль-Джазара, и базар Аль-Авиад (белый базар).

#### Турецкий базар

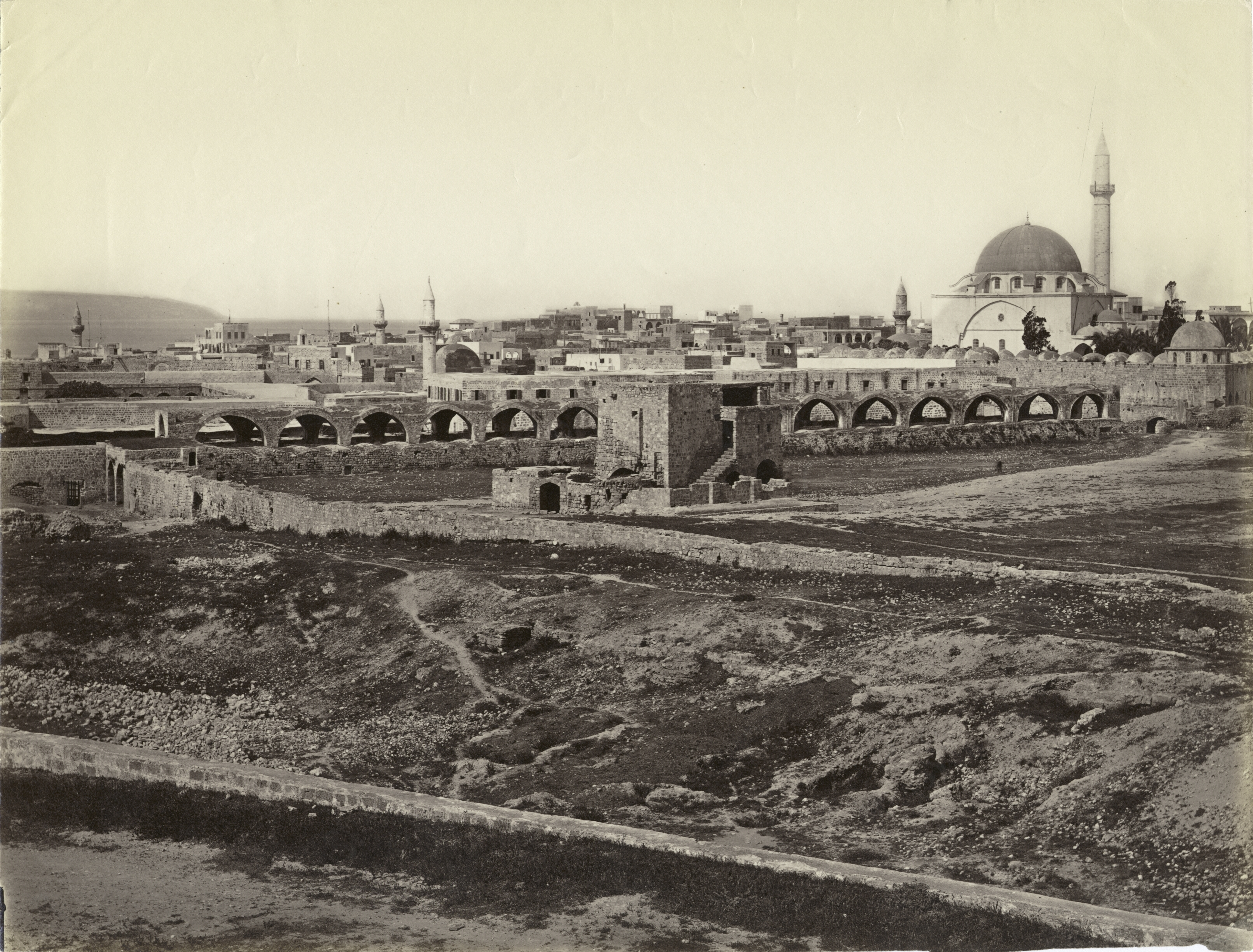
Акко 1870 г. В центре фотографии базар Аль-Абъяд (белый базар) и справа мечеть Аль-Джаззар

Турецкий Базар был построен в конце XVIII столетия как муниципальный рынок, чтобы служить местному населению. Он расположен в центральной части старого Акко, южнее мечети Аль-Джаззар. О существовании этого базара не было известно в течение многих лет, несмотря на его впечатляющие размеры. Западная часть была обнаружена только в 1960—1961 годах, во время раскопок. Базар теперь содержит около 50 маленьких магазинов, специализирующихся на продаже подарков для туристов.

#### Базар Аль-Абъяд (белый базар)
Базар Аль-Абъяд был построен Дахар Аль-Амаром, был разрушен при пожаре и отстроен заново при Сулейман-паше в 1817 году. Базар получил своё название от белого известняка, из которого он был построен. Улица и базар были спланированы как единое целое. Базар представляет собой здание со сводчатым потолком выше улицы, с маленькими сводчатыми потолками барреля магазинов. Высокие своды в центре, отверстия и свет — всё это придаёт базару лёгкость и привлекательность. Во время турецкого управления существовал единственный вход в город. Дальше дорога проходила прямо через базар в сторону мечети и крепости. Это была одна из самых важных дорог в Акко. Своё значение дорога и базар потеряли во время прокладки нового входа в город в северной стене.

#### Базарная улица
Базарная улица — главная дорога Старого Города и бежит с севера на юг. Во времена крестоносцев эта дорога вела от Ворот Госпитальеров на севере, вдоль маршрута рынка к порту. Сегодня, главный рынок Старого Акко расположен на этом маршруте.

### Турецкая баня (ХамамАль-Баша)
Турецкая баня — одна из самых красивых достопримечательностей старого Акко, построенная во времена Османской империи, пашой аль-Джаззар. Три из четырёх поддерживающих купол главного предбанника колонн мраморные — вывезены по приказу аль-Джазара из Кесарии.

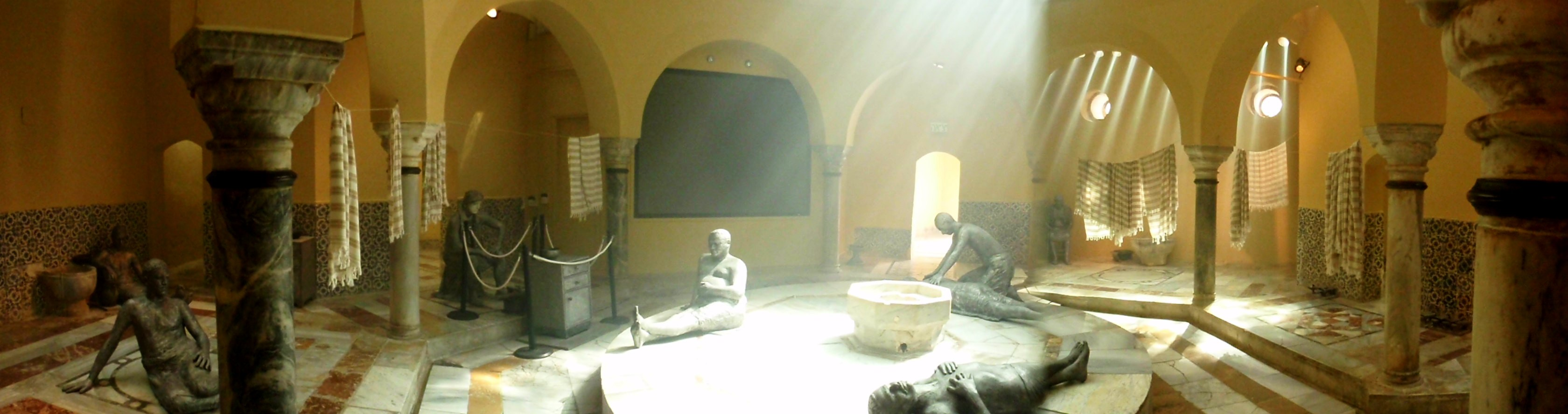
Хамам Аль-Баша

Впервые бани упоминаются в городских документах в 1786 году и действовали до окончания британского мандата в Палестине в 1948 году. Ныне превращены в музейный комплекс. Оригинальный фильм, дублированный на основные языки мира, с юмором и национальным турецким колоритом рассказывает об истории бань и династии банщиков Баширов, служивших здесь всё время существования бань.

### Водопровод (Акведук)

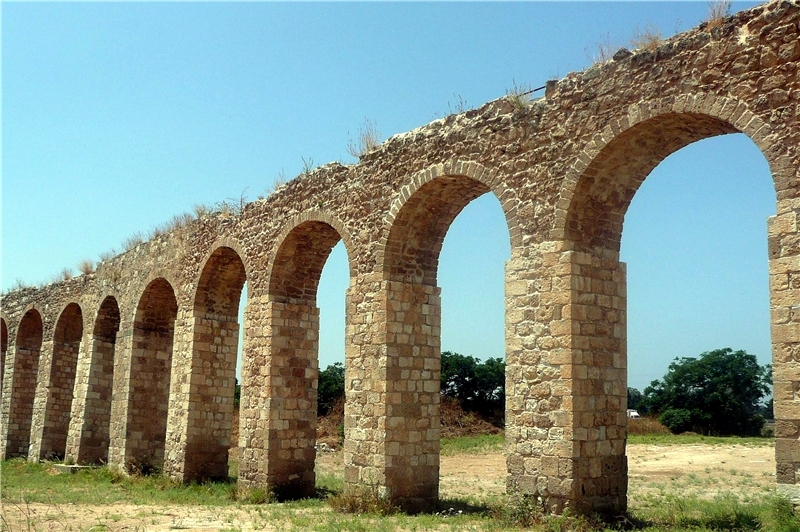
Акведук Кабри — Акко

Первый водопровод (акведук) был построен во время правления Джаззар-паши, но был полностью разрушен по приказу Наполеона во время осады Акко французской армией. Второй водопровод, которым пользовались практически до наших дней, был построен уже после смерти Джаззар-паши, Сулейман-пашой. Сулейман-паша придавал очень большое значение постройке водопровода и лично следил за ходом работ. Согласно записям историка Аль-Ура, длина водопровода — 3,5 часа ходьбы, а на расстоянии получаса ходьбы вода втекала в глиняные трубы, которые предотвращали её загрязнение. Водопровод соединял источники воды Кабри и Акко. Он доставлял воду на расстояние 13,5 км с высоты 71 м до подземных ангаров — хранилищ воды в Акко. Участки второго водопровода сохранились и до настоящего времени вдоль шоссе Акко — Нагария.

### Бахайский парк (Сады Бахаи)
В двух километрах севернее Акко расположен обширный парк — Сады Бахаи.

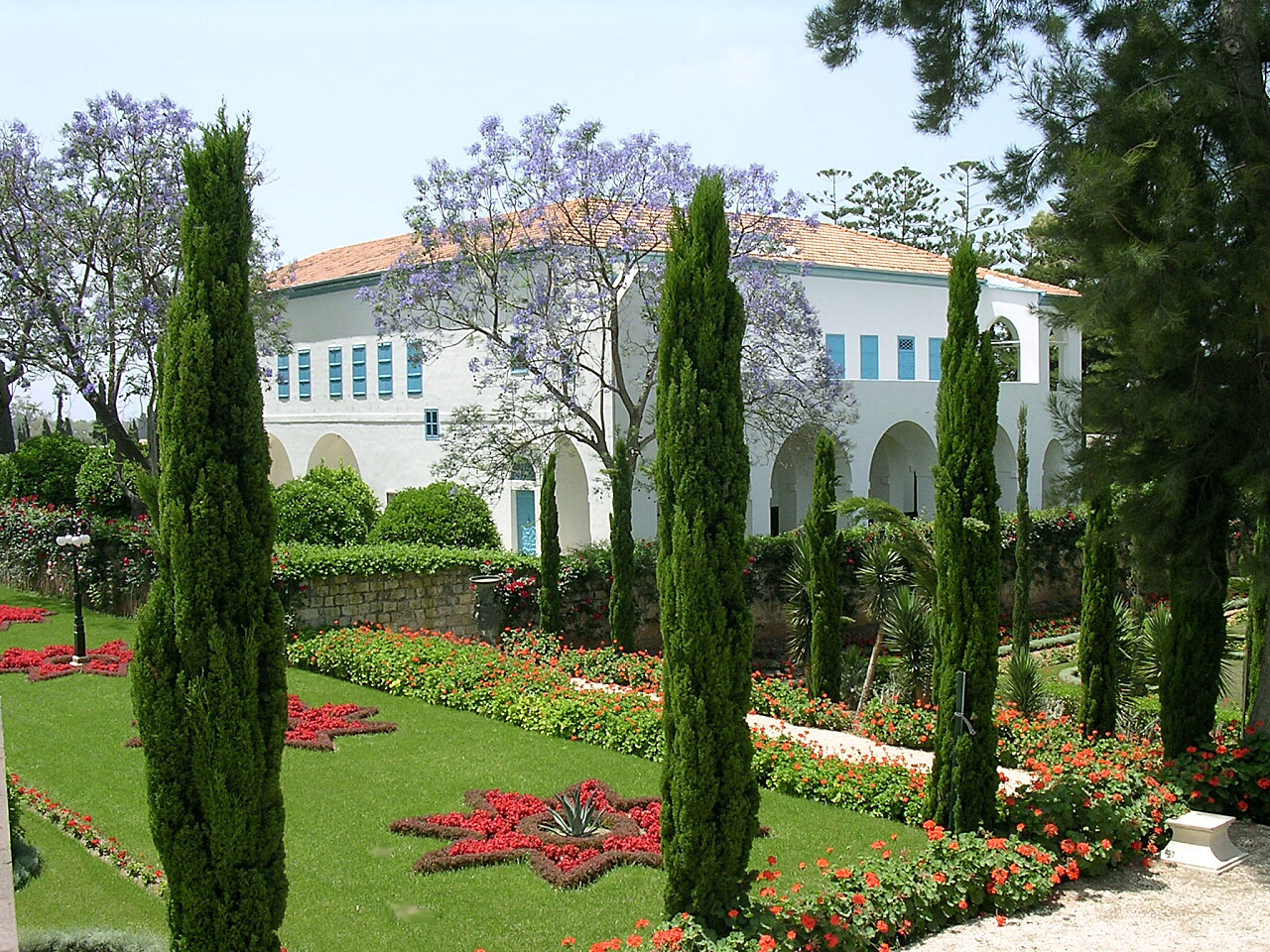
Дом-музей Бахауллы (Особняк Бахджи)
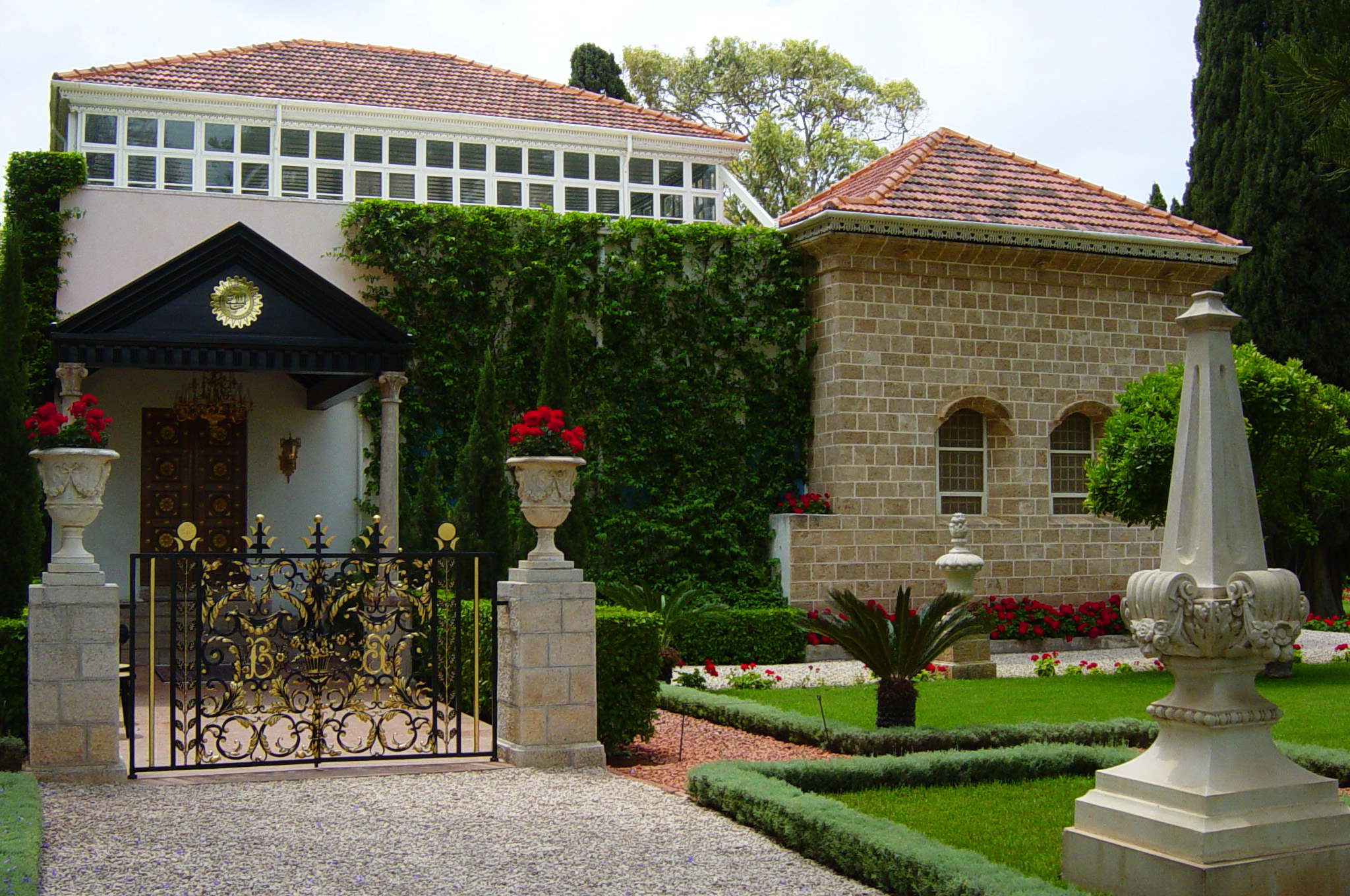
Усыпальница Бахауллы
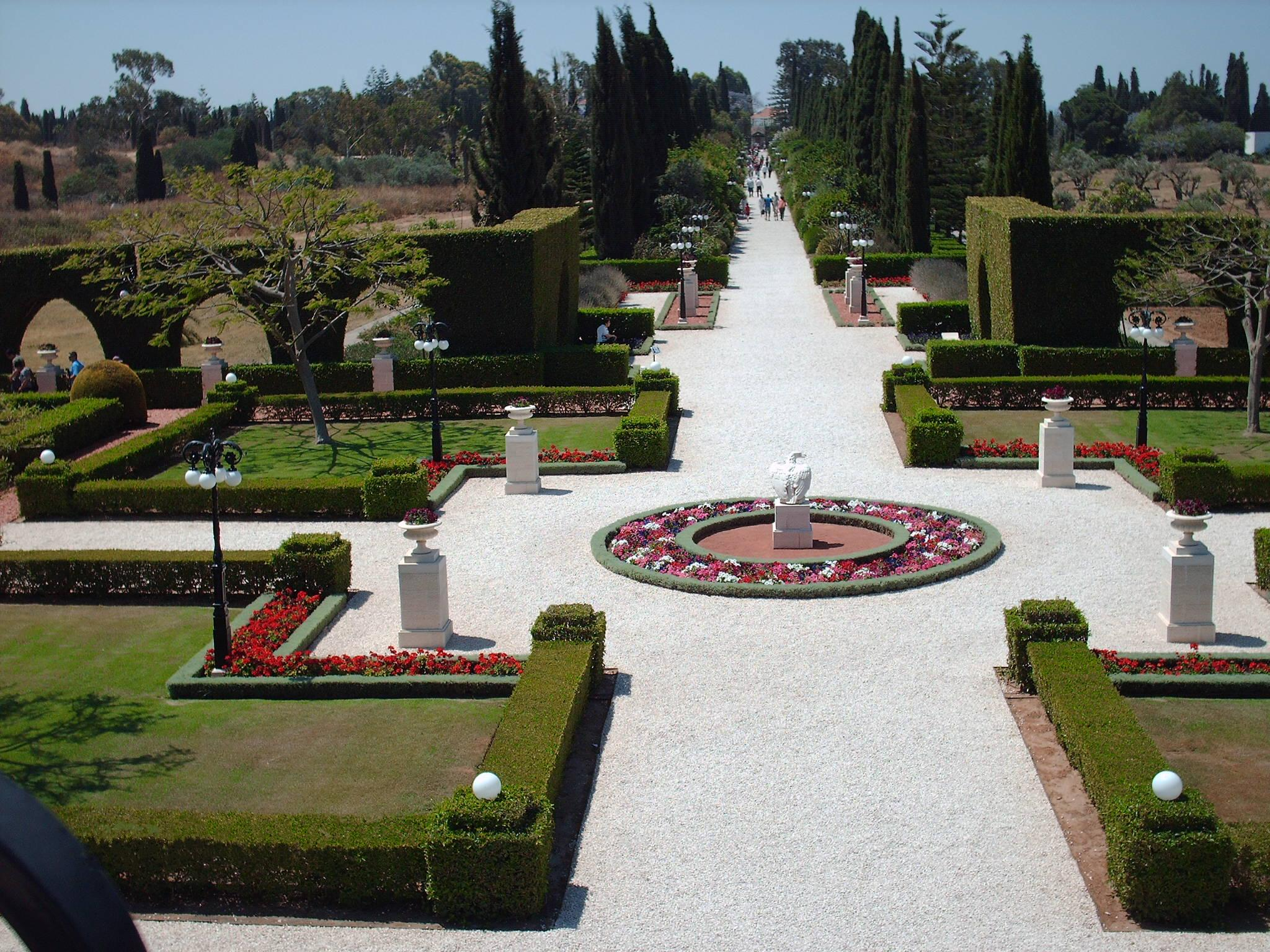
Парк Бахаи — дорога к усыпальнице

В центре парка находится место паломничества для последователей веры Бахаи, храм-мавзолей с могилой Бахауллы — основателя этой веры. Рядом расположен дом-музей (Особняк Бахджи) с многочисленными оригинальными рукописями и книгами о религии Бахаи на множестве языков, который был построен в 1870 году Амидом Турки. В этом доме Бахаулла жил с 1879 года до своей кончины, последовавшей в 1892 году.
Местом паломничества многих последователей веры Бахаи является также тюрьма в крепости Акко, где Бахаулла находился в заключении с 1868 по 1870 год. К числу других бахайских святынь Акко относятся дома Аббуда и Абдулла-паши, в которых после освобождения из тюрьмы некоторое время проживал Бахаулла.

### Тунисская синагога «Ор а-Тора» («Свет Торы»)

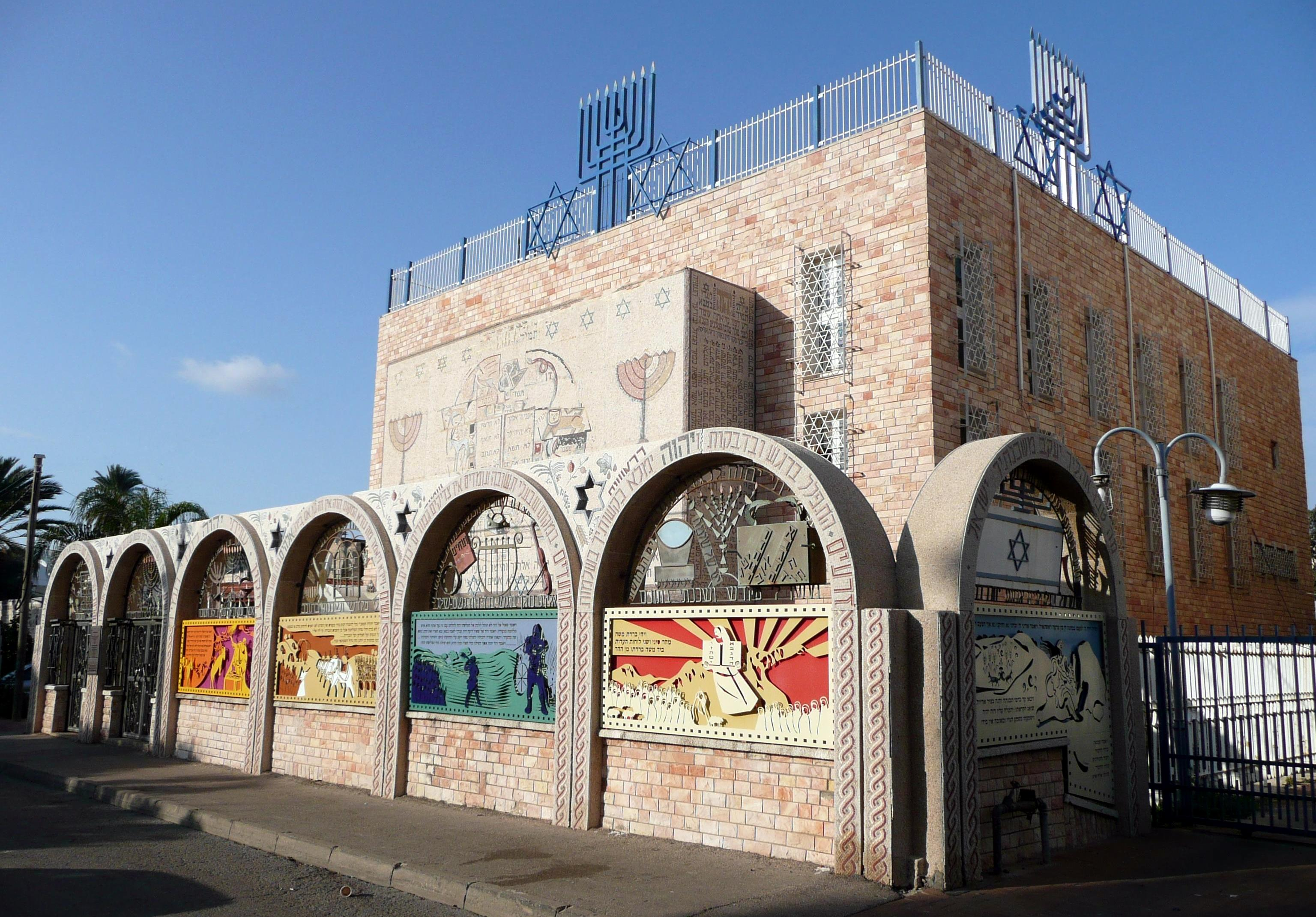
Тунисская синагога «Ор ха-Тора»

Фасад синагоги состоит из шести арок, украшенных разнообразными панно, в промежутках между которыми вписаны названия пяти разделов Торы. Внутри находятся мозаики и витражи, рассказывающие об Израиле и его народе — с древнейших времён и до наших дней. Тунисская синагога — это современное здание, полностью построенное на пожертвования.

### Христианские храмы
В городе находится несколько храмов различных христианских деноминаций, в частности православная церковь Святого Георгия (Иерусалимский патриархат), которая предположительно была первым христианским культовым зданием, построенным в городе в османский период истории.

## Культурная жизнь
Ежегодно во время празднования Суккота в Акко проходит международный фестиваль альтернативного театра. В городе 15 начальных школ и 3 средние, 63 детсадов и 10 яслей с продлённым днём. В городе находится колледж Западной Галилеи — филиал университета Бар-Илан, музыкальная школа и морское училище.

## Спорт
В городе базируется клуб Ахи Акко

## Города-партнёры
- Польша, Бельско-Бяла
- Австрия, Брегенц
- Италия, Пиза
- Германия, Рекклингхаузен

## В культуре
Осада города описывается в историческом романе «Пёс Господень».
Город является одной из локаций в игре Assassin’s Creed, а также показан в её официальном трейлере. В игре город называют Акрой, и в ней находится высочайшая точка всего игрового мира.
В городе снимались начальные сцены мистического фильма ужасов «Омен 2: Дэмиен» 1978 года.

### Почтовые марки с изображением Акко
- Постоялый двор (Башня с часами) — Дата выпуска: 14/06/1961 — Каталог № 216
- Герб Акко — Дата выпуска: 24/03/1965 — Каталог № 345
- Стены Акко — Дата выпуска: 22/03/1967 — Каталог № 397
- Порт Акко — Дата выпуска: 25/10/1971 — Каталог № 544
- Аквадук (Водопровод) — Дата выпуска: 20/12/1973 — Каталог № 612
- Мечеть Аль-Джаззар — Дата выпуска: 04/05/1986 — Каталог № 1038
- Город Акко — Дата выпуска: 21/06/1994 — Каталог № ATM5
- Часовая башня — Дата выпуска: 03/05/2004 — Каталог № 1756
- Рефекториум (Столовая зала) — Дата выпуска: 20/06/2007 — Каталог № 1910
- Мечеть Аль-Джаззар (Солнечные часы) — Дата выпуска: 16/12/2014 — Каталог № 2328
- Базар Акко (Старый город) — Дата выпуска: 19/04/2016 — Каталог № 2395

### Видео
- Путешествие по Акко (рус.)
- Древний Акко (англ.)
- Истории подземелий Акко (рус.)
- Наполеон в Акко (англ.)
- Древний город Акко — крепость крестоносцев (англ.)
- Магия старого Акко (англ.)
- Древний город Акко (англ.)